# Мини-игра
Мини-игра — короткая компьютерная игра, входящая в состав другой компьютерной игры. Мини-игра всегда меньше и проще, чем та игра, в которой она содержится. Иногда мини-игры предлагают отдельно и бесплатно, чтобы рекламировать основную игру. Например, мини-игры в игре Pokémon Stadium требуют от игрока лишь нажатия нескольких кнопок с определёнными интервалами, с низким уровнем сложности.

## Особенности
Мини-игры используются различными способами, чтобы разнообразить геймплей, либо для заполнения времени при загрузке уровней, либо как «пасхальные яйца». В последнем случае их зачастую называют «секретными играми» (secret games). Успешное завершение мини-игр может быть или не быть обязательным для прохождения игры. Зачастую их включают в игру как дополнительный контент, доступный после завершения основной сюжетной линии.

## Примечательные примеры
Одной из первых компьютерных игр, состоящих из набора мини-игр, является Raid over Moscow. Игра была выпущена в 1984 году, и её геймплей предлагает игроку шесть этапов прохождения, каждый из которых представляет собой мини-игру. В то время факт набора различных игровых механик воспринимался критиками позитивно, но неоднозначно.
В игры серии The Legend of Zelda включено много мини-игр, в которых часто предусмотрены призы, такие, как кусочки сердца (увеличивают здоровье Линка), рупии (игровая валюта), улучшения (колчан, кошелёк и т. д.)
В серии Final Fantasy мини-игры открывают каждую игру, начиная с первой Final Fantasy (1987), в которой можно открыть пазл в форме пасхального яйца при погрузке на корабль. В Final Fantasy II (1988) можно открыть рамми при погрузке в сани и выполнении определённого условия. Далее, Final Fantasy VII (1997) стала первой компьютерной игрой, включавшей в себя как минимум тридцать мини-игр, что продолжает оставаться рекордом для РПГ. PC-игра Chronomaster включала подобные мини-игры, которые были необходимы для прохождения сюжетной линии.
Во франшизе Shenmue перемежается множество мини-игр, включая полные версии аркадных игр для приставки Sega: Space Harrier и Hang-On (обе изначально были запрограммированы создателем и руководителем проекта Shenmue Ю Судзуки).
Игра Tron 2.0 для консоли Game Boy Advance содержит полные версии аркадных игр Tron и Discs of Tron в качестве мини-игр.
Некоторые мини-игры становятся так популярны, что в итоге их публикуют отдельно. Достойны упоминания среди них игра Geometry Wars, которая изначально была мини-игрой в Project Gotham Racing 2, а также Arcomage, довольно сложная мини-игра, напоминающая Magic: The Gathering, впервые представленная в Might and Magic VII: For Blood and Honor.
Аксессуары PocketStation (для PlayStation) и VMU (для Dreamcast) позволяли пользователям загружать мини-игры с основной консоли на карманное устройство, а затем зачастую синхронизировали прогресс игрока в мини-игре с консолью. Примеры этого: мини-игра Chocobo World внутри Final Fantasy VIII (в которую можно играть и на PC), а также Chao Adventure, мини-игра в Sonic Adventure и Sonic Adventure 2.
Совершенно неэлектронная настольная игра «Mansions of Madness» также включает мини-игры в форме простых головоломок.
Серия Street Fighter компании Capcom включает две мини-игры в качестве бонусных уровней, в частности в Street Fighter II, Street Fighter III и Street Fighter IV, доступные после выигрыша поединка с персонажем, находящимся под контролем игрока.
Lego Star Wars III: The Clone Wars содержит мини-игру на уровне, где встречается Индиана Джонс.

## Компиляции мини-игр
Есть игры, например, из серии WarioWare (называющей их микроиграми), Video Action компании Universal Research Laboratories, некоторые игры компании Cinemaware, такие как Defender of the Crown, Lazy Jones разработчика Дэвида Вайттакера, сатирическая игра для смартфонов Phone Story, которые состоят из множества мини-игр, образующих одну игру. Некоторые подобные игры, например из серии Mario Party для Nintendo, считаются играми для компании и друзей, специально разработанными для многопользовательской игры. В многопользовательских играх для победы в мини-игре обычно требуется действовать быстрее или собрать больше определённых предметов, чем остальные игроки.